# Sar-e Pol (provincie)
Provincie Sar-e Pol (persky ولایت سر پل‎, paštunsky د سر پل ولایت‎) je provincie v severním Afghánistánu. Provincie má rozlohu 16 360 km² a 505 400 obyvatel. Majoritním etnikem jsou Uzbekové. Nejužívanějším jazykem je uzbečtina a darí. Hlavním městem provincie je stejnojmenné město Sar-e Pol.